# Kauai
Cet article possède des paronymes, voir Kawai et Kawaii.
Kauai (Kaua‘i en hawaïen) est la plus vieille des îles principales de l'archipel d'Hawaï et la quatrième par la superficie, avec 1 446 km2. Son littoral mesure 177 kilomètres de longueur. Elle est aussi connue sous le nom de Garden Isle (Île Jardin). L'île se situe à 28 km à l'est de Niihau et à 117 km à l'ouest-nord-ouest d'Oahu.
Elle fait partie du comté de Kauai qui comprend également les îles Niihau, Lehua et Kaula. Le chef-lieu du comté est Lihue. C'est à Kauai que se trouve le canyon de Waimea (en), surnommé le Grand Canyon du Pacifique.
On y trouve le mont Waialeale, considéré comme un des endroits les plus humides de la planète.

## Histoire
Les habitants polynésiens se sont installés sur l'île entre 600 et 800 de notre ère, comme l'indique la datation au radiocarbone des sites archéologiques. Ils seraient originaires des îles Marquises. Une deuxième vague est arrivée en pirogue depuis Tahiti vers 800-1000 de notre ère,. De nombreuses traditions et structures de croyances hawaïennes dérivent de la culture arrivée avec ces Tahitiens.
En 1778, le capitaine James Cook arriva à Waimea Bay, le premier Européen connu à avoir atteint les îles hawaïennes. Il nomme l'archipel les « îles Sandwich » en l'honneur de son patron, le 6e comte de Sandwich, George Montagu.
Sous le règne du roi Kamehameha, Kauaʻi et Niʻihau sont les dernières îles à rejoindre son royaume d'Hawaï. Leur dirigeant, Kaumualiʻi, résiste à Kamehameha pendant des années. Mais, après deux attaques échouées, et face à la menace d'une nouvelle invasion, Kaumuali'i décide de rejoindre le royaume sans effusion de sang et devint le vassal de Kamehameha en 1810. Il cède l'île au royaume d'Hawaï à sa mort en 1824.
Des années 1830 jusqu'au milieu du 20e siècle, les plantations de canne à sucre constituent l'industrie la plus importante de Kaua'i. En 1835, la première plantation de canne à sucre est fondée à Kaua'i et pendant le siècle suivant, l'industrie domine l'économie d'Hawaï. La dernière plantation de canne à sucre de Kauaʻi, la plantation Gay & Robinson, vieille de 118 ans, cesse ses activités liées à la canne à sucre en 2008.

### OuraganIniki
L'ouragan Iniki (en hawaïen iniki signifie « vent puissant et perçant ») est un ouragan qui frappe l'île de Kaua'i le 11 septembre 1992. C'est l'ouragan le plus puissant connu ayant jamais touché l’état américain de Hawaï. L'ouragan cause pour 1,8 milliard $US (de 1992) de dégâts et six décès.

## Sites d'intérêt

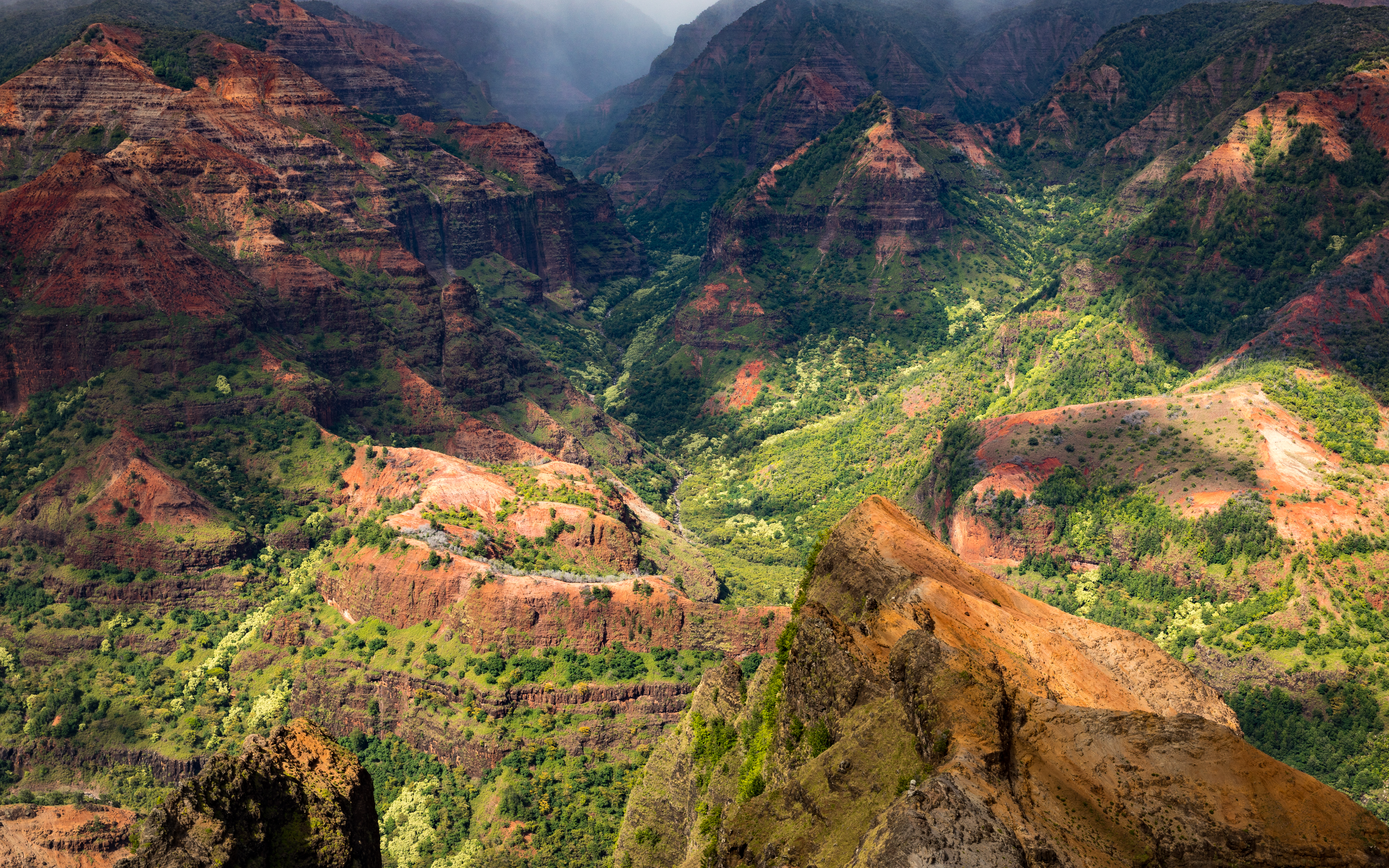
Le canyon de Waimea. Mai 2018.

### Patrimoine historique
- Ancien moulin à sucre de Kōloa (en)
- Camp Sloggett (en)
- Coco Palms Resort (en)
- Heiau Kukui (en)
- Jetée Hanalei (en)
- Kikiaola (en)
- Phare de Kilauea

### Patrimoine naturel
- Alakai Wilderness Preserve
- Parc d'État de Na Pali Coast
- Parc d'État de Wailua River
- Parc d'État de Waimea Canyon
- Baie de Hanalei (en)
- Vallée de Hanalei

## Tournages

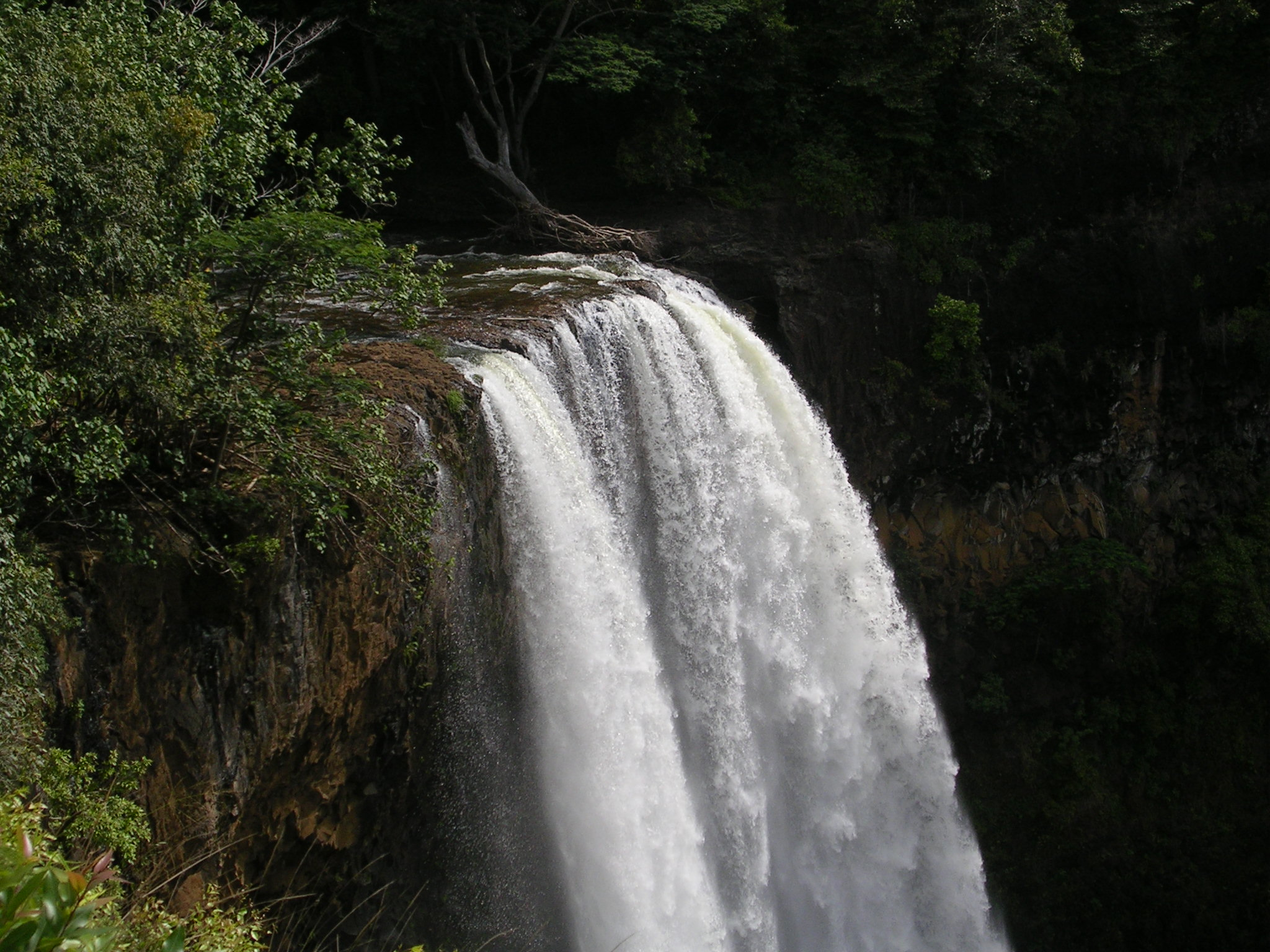
Les chutes de Wailua, dans l'île de Kauai (Hawaï), présentes au générique de la série télévisée L'Île fantastique, bien que la série n'ait en fait pas été tournée dans l'île.

- Acapulco Gold, film américain réalisé par Burt Brinckerhoff en 1978.
- Alerte ! (Outbreak), film américain réalisé par Wolfgang Petersen en 1995.
- Apparitions (Dragonfly), film germano-américain réalisé par Tom Shadyac en 2002.
- Aventuriers des îles (She Gods of Shark Reef), film américain réalisé par Roger Corman en 1958.
- Band of Pirates, film américain réalisé par Gretchen Janke et Bruce Mercury en 2005.
- Chungkai, le camp des survivants (To End All Wars), film britannico-américano-thaïlandais réalisé par David L. Cunningham en 2001.
- Death Moon, film américain réalisé par Bruce Kessler en 1978.
- Destination X TV, film américain réalisé par Dallas Tanner en 2006.
- Endurance (en), série télévisée américaine animée par J.D. Roth (en). La saison 3 a été filmée sur l'île de Kauai.
- First Light, documentaire américain réalisé par Robb Gardner en 2000.
- FreeFlight, documentaire américain réalisé par Thomas Strodel en 2004.
- George de la jungle (George of the Jungle), film américain réalisé par Sam Weisman en 1997.
- Godzilla, film américain réalisé par Roland Emmerich en 1998.
- He Is My Brother, film américain réalisé par Edward Dmytryk en 1976.
- Jurassic Park, film américain réalisé par Steven Spielberg en 1993.
- Jurassic World, film américain réalisé par Colin Trevorrow en 2015.
- Kauai: Island of Beauty, documentaire américain réalisé par Gretchen Janke en 2006.
- Kids Who Rip, film américain réalisé par Rod Parmenter en 2005.
- King Kong, film américain réalisé par John Guillermin en 1976.
- Komodo vs Cobra, téléfilm américain réalisé par Jim Wynorski en 2005.
- La Belle du Pacifique (Miss Sadie Thompson), film américain réalisé par Curtis Bernhardt en 1953.
- La Fièvre au corps (Body Heat), film américain réalisé par Lawrence Kasdan en 1981.
- La Patrouille infernale (Beachhead), film américain réalisé par Stuart Heisler en 1954.
- La Taverne de l'Irlandais (Donovan's Reef), film américain réalisé par John Ford en 1963.
- Le Maître des îles (The Hawaiians), film américain réalisé par Tom Gries en 1970.
- Le Monde perdu : Jurassic Park (The Lost World: Jurassic Park), film américain réalisé par Steven Spielberg en 1997.
- Les Aventuriers de l'arche perdue (Raiders of the Lost Ark), film américain réalisé par Steven Spielberg en 1981.
- Le Seigneur d'Hawaï (Diamond Head), film américain réalisé par Guy Green en 1963.
- Les Fantômes d'Halloween (Lady in White), film américain réalisé par Frank LaLoggia en 1988.
- Le Vol de l'Intruder (Flight of the Intruder), film américain réalisé par John Milius en 1991.
- L'Île des komodos géants (The Curse of the Komodo), film américain réalisé par Jim Wynorski en 2004.
- L'Île fantastique (Fantasy Island), série américaine diffusée de 1978 à 1984 avec Ricardo Montalbán (M. Roarke) et Hervé Villechaize (Tattoo).
- Lilo et Stitch, dessin animé des Studios Disney se déroule sur l'île de Kauaï
- L'Irrésistible North (North), film américain réalisé par Rob Reiner en 1994.
- Lost, série américaine créé par J. J. Abrams. Quelques scènes et certains plans y sont filmés.
- Lost Flight, film américain réalisé par Leonard Horn en 1969.
- Lune de miel à Las Vegas (Honeymoon in Vegas), film américain réalisé par Andrew Bergman en 1992.
- Mon ami Joe (Mighty Joe Young), film américain réalisé par Ron Underwood en 1998.
- Naked Paradise, film américain réalisé par Roger Corman en 1957.
- Native North American Child, documentaire canadien réalisé par Michael Bortman en 1980.
- Nihi, documentaire américain réalisé par Brooks P. Guyer en 2003.
- Panty Raid, film américain réalisé par David J. Frazer et Svetlana en 1984.
- Retour vers l'enfer (Uncommon Valor), film américain réalisé par Ted Kotcheff en 1983.
- 6 jours, 7 nuits (Six Days Seven Nights), film américain réalisé par Ivan Reitman en 1998.
- Solarmax, documentaire australien réalisé par John Weiley en 2000.
- Sous le ciel bleu de Hawaï (Blue Hawaii), film américain réalisé par Norman Taurog en 1961.
- South Pacific, film américain réalisé par Joshua Logan en 1958.
- Starsky et Hutch, épisodes Créatures de rêve 1 et 2 en 1977
- Supergator, film américain réalisé par Brian Clyde en 2006.
- The Castaway Cowboy, film américain réalisé par Vincent McEveety en 1974.
- The Descendants, film américain réalisé par Alexander Payne en 2011.
- The Last Flight of Noah's Ark, film américain réalisé par Charles Jarrott en 1980.
- Le Rafiot héroïque (The Wackiest Ship in the Army), film américain réalisé par Richard Murphy en 1960.
- Tonnerre sous les tropiques (Tropic Thunder), film américain réalisé par Ben Stiller en 2008.
- Treasure Hunt, film américain réalisé par Jim Wynorski en 2003.
- Uncommon Valor, film américain réalisé par Rodney Amateau en 1983.
- Unusual Trip to Hawaii (Hawai chindochu), film japonais réalisé par Torajiro Saito en 1954.
- Voodoo Island, film américain réalisé par Reginald Le Borg en 1957.
- Waterfalls of Kauai, documentaire américain réalisé par Gretchen Janke et Bruce Mercury en 2000.
- White Heat, film américain réalisé par Lois Weber en 1934.

## Panoramas de l'île

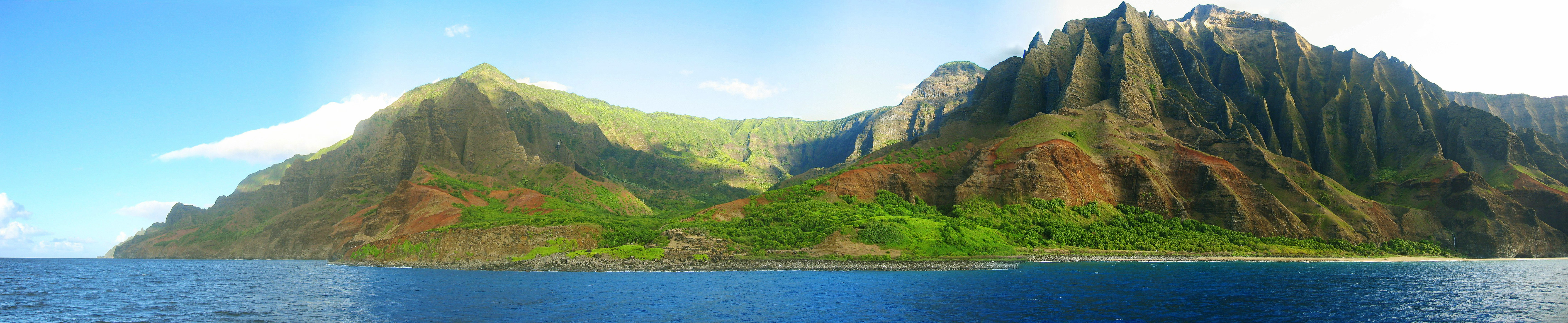
Les côtes nord-ouest de l'île et le Nā Pali Coast State Park.

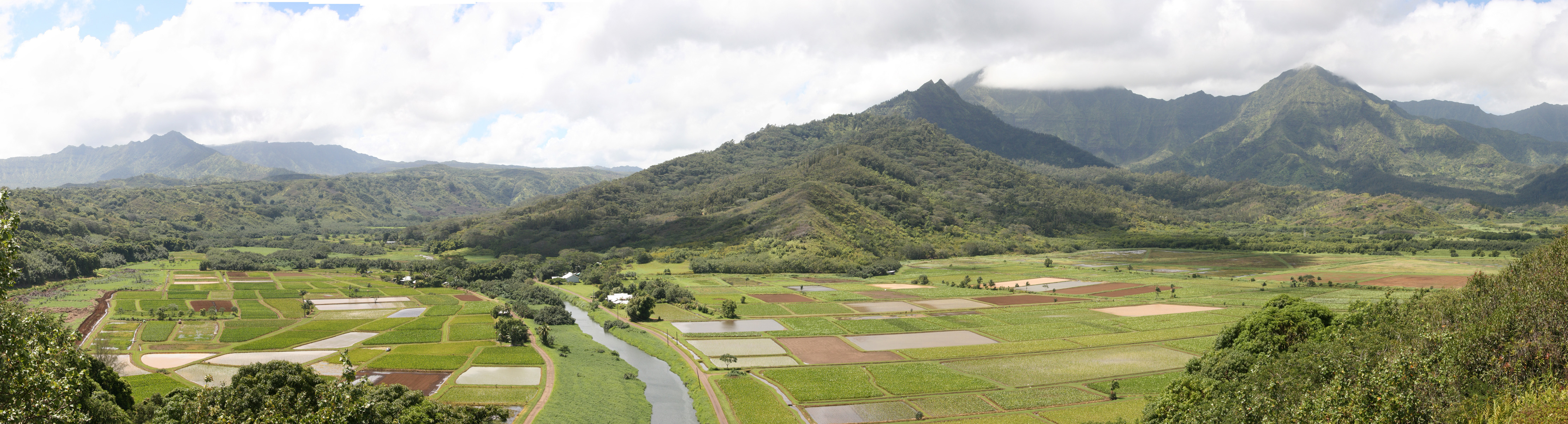
La vallée de Hanalei traversée par la rivière Hanalei, au nord de l'île.

## Personnalités
- Alana Blanchard, surfeuse professionnelle
- Andy Irons, surfeur professionnel
- Glenn Medeiros, chanteur
- Bethany Hamilton, surfeuse professionnelle
- Roy Powers, surfeur professionnel
- Mark Zuckerberg a acquis 572 hectares de l'île : 286 ha en septembre 2014 et octobre 2014 pour la somme de 116 millions de dollars, 241 ha en mars 2021 pour 53 m$ et 45 ha en novembre 2021 pour 17 m$.